# آرشاک کاراگیوزیان
آرشاک کاراگیوزیان (ارمنی: Արշակ Կարագյոզյան؛ انگلیسی: Arshag Karagheusian; ۴ دسامبر ۱۸۷۲ – ۲۴ سپتامبر ۱۹۶۳) کارآفرین ارمنی‌تبار اهل ایالات متحده آمریکا که تولیدکننده فرش و یکی از مالکان en:A & M Karagheusian بود.

## زندگی‌نامه
وی در ۴ دسامبر ۱۸۷۲ در به دنیا آمد  وی در ۲۴ سپتامبر ۱۹۶۳ در سن ۹۰ سالگی در لارچمانت، نیویورک درگذشت